# Kelly Ximena Martínez Taborda
Kelly Ximena Martínez Taborda, destacada deportista colombiana de la especialidad de Patinaje que fue campeona suramericana en Medellín 2010 y campeona de Centroamérica y del Caribe en Mayagüez 2010.

## Trayectoria
La trayectoria deportiva de Kelly Ximena Martínez Taborda se identifica por su participación en los siguientes eventos nacionales e internacionales:

### Juegos Suramericanos
Fue reconocido su triunfo de ser el cuarto deportista con el mayor número de medallas de la selección de  Colombia en los juegos de Medellín 2010.

#### Juegos Suramericanos de Medellín 2010
Su desempeño en la novena edición de los juegos, se identificó por ser el sexto deportista con el mayor número de medallas entre todos los participantes del evento, con un total de 7 medallas:

- , Medalla de oro: 10 000 m Puntos Ruta Mujeres
- , Medalla de oro: Patinaje de Velocidad Maratón Ruta Mujeres
- , Medalla de oro: Patinaje de Velocidad Punto Carril + Eliminación 10 000 m Mujeres
- , Medalla de oro: Patinaje de Velocidad Relevo 3000 m Carril Mujeres
- , Medalla de oro: Patinaje de Velocidad Relevo Ruta 5000 m Mujeres
- , Medalla de plata: Patinaje de Velocidad Eliminación Ruta 20.000m Mujeres
- , Medalla de plata: Patinaje de Velocidad Punto Carril + Eliminación 15.000m Mujeres

### Juegos Centroamericanos y del Caribe
Fue reconocido su triunfo de ser la sexta deportista con el mayor número de medallas de la selección de  Colombia 
en los juegos de Mayagüez 2010.

#### Juegos Centroamericanos y del Caribe de Mayagüez 2010
Su desempeño en la vigésima primera edición de los juegos, se identificó por ser la séptima deportista con el mayor número de medallas entre todos los participantes del evento, con un total de 4 medallas:

- , Medalla de oro: 10 000 m Elim
- , Medalla de oro: 10 000 m Punto
- , Medalla de plata: 15 000 m Elim
- , Medalla de plata: 20 000 m Elim